# Marianne (Pensilvania)
Marianne es un lugar designado por el censo ubicado en el condado de Clarion en el estado estadounidense de Pensilvania. En el año 2010 tenía una población de 1.167 habitantes.

## Geografía
Marianne se encuentra ubicado en las coordenadas 41°14′41″N 79°25′59″O / 41.24472, -79.43306.. Según la Oficina del Censo de los Estados Unidos, Marianne tiene una superficie total de 1,44 mi² (3,7 km²), de la cual 1,44 mi² (3,7 km²) corresponden a tierra firme y 0 mi² (0 km²) es agua.